# Biasca
Biasca (lmo. Bièschia; wł. Abiasca; niem. Abläntsch, Ablentsch, Ablentschen, Abläsch) − miejscowość i gmina (comune) w południowej Szwajcarii, w kantonie Ticino, w okręgu (distretto) Riviera, siedziba administracyjna powiatu (circolo) Riviera. Leży nad rzeką Ticino.

## Demografia
W Biasce mieszka 6 100 osób. W 2021 roku 33,9% populacji gminy stanowiły osoby urodzone poza Szwajcarią. 

## Transport
Przez teren gminy przebiegają autostrada A2 oraz drogi główne nr 2 i nr 408.